# Isla Tembladora
Isla Tembladora är en ö i Mexiko. Den ligger i bukten Bahía Santa María och tillhör kommunen Ángostura i delstaten Sinaloa, i den västra delen av landet. Arean är 0,53 kvadratkilometer.